# Miedź stopowa
Miedź stopowa – stop miedzi z innym metalem, którego udział nie przekracza 2,0%. Są to najczęściej arsen, chrom, cyna, kadm, mangan, srebro, tellur, cyrkon.
Polska Norma PN-xx/H-87053 podaje 13 rodzajów miedzi stopowej. Przykładami tych stopów są:
- Miedź arsenowa, zawierająca 0,3 do 0,5% As i stosowana na elementy aparatury chemicznej
- Miedź chromowa, zawierająca 0,5 do 1,2% Cr i stosowana na elektrody zgrzewarek
- Miedź srebrowa, zawierająca 0,045 do 2,0% Ag i stosowana na druty na uzwojenia silników elektrycznych, elektrody do spawania, luty i inne.